# 富山町
富山町（日语：／ Tomiyama machi */?）是千葉縣安房郡的一町。2006年3月20日，與安房郡内的富浦町、三芳村、丸山町、和田町、千倉町、白濱町新設合併為南房總市。